# NGC 7086
NGC 7086 في الفهرس العام الجديد، هي مجرة، تقع في كوكبة الدجاجة (كوكبة). اكتشفت في 21 سبتمبر 1788 بواسطة ويليام هيرشل.

## روابط خارجية
- NGC 7086 على موقع ويكي سكاي: DSS2, SDSS, GALEX, IRAS, Hydrogen α, X-Ray, Astrophoto, Sky Map, Articles and images